# Robert Lücken
Robert Lücken (Amsterdã, 30 de abril de 1985) é um remador neerlandês, medalhista olímpico.

## Carreira
Lücken competiu nos Jogos Olímpicos de 2016, no Rio de Janeiro, onde conquistou a medalha de bronze com a equipe dos Países Baixos no oito com.